# Östliche Hägerhofer Sägmühle
Die Östliche Hägerhofer Sägmühle ist eine abgegangene Wassermühle im Welzheimer Wald an der Wieslauf auf dem Gebiet von Kaisersbach, einer Gemeinde im baden-württembergischen Rems-Murr-Kreis. Von der Geschichte der Wüstung ist nicht mehr viel bekannt. Lediglich der erhaltene Mühlkanal zeugt noch von dem Bauwerk.

## Lage
Die Mühle befand sich im Tal der Wieslauf, etwa einen Kilometer südlich des Ebnisees und nördlich der Eckartsweiler Sägmühle (Stadt Welzheim).

## Geschichte
Erstmals erwähnt wurde die Sägemühle im Jahre 1715, als sie im Besitz des Michael Weller vom Hägerhof war. Bei der ersten württembergischen Landesvermessung wurde das Gebäude nicht in das Kartenwerk aufgenommen. Daher muss die Mühle schon vor 1835 stillgelegt und abgebrochen worden sein.